# Упругомер
Упругомер — прибор, предназначенный для испытания эластичности образцов резины по величине отскока падающего маятника.
Принцип работы упругомера очень прост: он заключается в том, что на образец резины, подвергаемый испытанию, опускается с определенной высоты особый маятник, и затем замеряется величина его отскока. По этой величине и судят о степени эластичности образца.
Как устроен упругомер: на основании прибора («наковальне») закрепляется кронштейн, в котором расположена ось, подвешенная на подшипниках. На этой оси крепится маятник, имеющий на конце небольшой боек сферической формы, а также пружинный захват. Маятник фиксируется в поднятом положении с помощью зажима, а угол его подъема составляет 90 градусов.

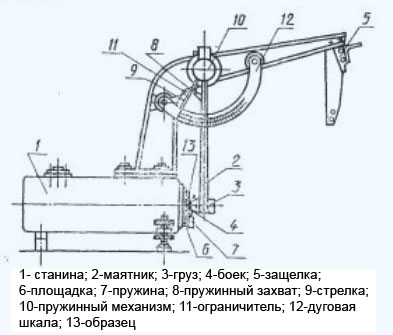

Образец, подлежащий испытанию, жестко и вплотную закрепляется на площадке наковальни с помощью двух пружин. Затем отпускается маятник и производится удар. Прибор имеет дуговую градуированную шкалу (деления на ней отображают отношение высоты отскока маятника к высоте его падения в процентах) со стрелкой, отклонение которой указывает лаборанту значение величины отскока.
Пружинный захват в момент отскока захватывает стрелку прибора и «тащит» её за собой по шкале. Стрелка после окончания испытания остается на том делении, где произошла остановка маятника в его наивысшем положении после отскока от образца.
После снятия показаний со шкалы по ним рассчитывается показатель эластичности образца. Чтобы произвести следующее испытание, стрелку упругомера необходимо возвратить на исходную позицию — это делается с помощью пружинного механизма вручную.
Снятие показаний и расчет эластичности: эластичность резины является отношением возвращенной образцом энергии к энергии, затраченной на его деформацию (см. деформация тел). Таким образом, эластичность рассчитывается по формуле R=(h/H) х 100, где R — эластичность, h — высота отскока (мм.), H — высота подъема маятника (мм.) в исходном его положении. Эластичность выражается в процентах.
Чтобы уточнить показания, производят испытания 6 раз подряд, показания снимают только с последних трех испытаний. Из них выбирается среднее значение. Если образцов несколько, то выбирается среднее арифметическое из усредненных значений для каждого из образцов.
Затем составляется так называемый протокол испытания, в котором указывают характеристики образца, температуру, дату испытания и его результаты.
Упругомеры используются в лабораториях заводов, производящих резинотехнические изделия, а также различных производственных научно-исследовательских институтов и КБ..